# Олександр Зажицький
Олександр Заржицький (пол. Aleksander Zarzycki; 26 лютого 1834, Львів — 1 листопада 1895, Варшава) — польський піаніст, композитор і музичний педагог.

## Життєпис
Закінчив гімназію в Самборі. Навчався в Берліні як піаніст у Рудольфа Віоле, потім вивчав композицію в Парижі у Наполеона Ребера. У 1860 виступив з дебютним концертом в Парижі з виконанням творів Фридерика Шопена, Адольфа Гензельта і своїх власних. Протягом 1860-х рр. концертував по Європі як піаніст, а в 1866 влаштувався у Варшаві, де в 1871 став співзасновником і першим керівником Варшавського музичного товариства.

У 1879—1888 рр. очолював Варшавський музичний інститут, однак у зв'язку зі зміною законодавства про працю іноземців був змушений, як підданий Австро-Угорщини, вийти у відставку.
В 2013 році з'явилися записи двох його творів для фортепіано з оркестром — концерту, присвяченого Миколі Рубінштейну, і Великого полонезу, присвяченого Гансу фон Бюлову (обидва 1859—1860); партію соліста записав для Hyperion Records піаніст Джонатан Плоурайт. Серед інших творів Зажицького — Польська сюїта Op. 37 для оркестру, численні фортепіанні мініатюри, пісні.